# 滾飛比
滾飛比（英語：Ground ball fly ball ratio），是一種棒球統計術語，投手和擊球員（打者）都適用。
對投手而言，是指此投手製造之出局數中，使擊球員擊出滾地球及飛球的比例（GO/AO，Ground outs-fly outs ratio），通常滾飛比越高的投手，比較容易讓擊球員擊出滾地球，有機會形成雙殺打而化解危機，滾地球也不容易形成長打，但滾地球也更依賴內野手的守備。比較出名滾飛比高投手如王建民、布蘭登·偉伯等。
對打者而言，是指此打者擊球出滾地球及飛球的比例（G/F或GB/FB，Ground ball-fly ball ratio）。由於滾地球不易形成長打，通常滾飛比越高的打者，其長打率也會比較低。
{\displaystyle GO/AO={\frac {GO}{AO}}}
- GO：滾地球出局(Ground Outs)
- AO：飛球出局(Fly Outs)
- G：滾地球(Ground ball)
- F：飛球(Fly ball)